# Хоувелл-Терлоу-Камминг-Брюс, Фрэнсис
Фрэнсис Эдвард Ховелл-Терлоу-Камминг-Брюс, 8-й барон Терлоу (англ. Francis Edward Hovell-Thurlow-Cumming-Bruce, 8th Baron Thurlow 9 марта 1912 — 24 марта 2013, Лондон, Великобритания) — британский государственный и колониальный деятель, губернатор Багамских островов (1968—1972).

## Биография
Был одним из четырёх сыновей Чарльза Ховелл-Терлоу-Камминг-Брюса, пастора англиканской церкви, 6-го барона Турлоу. Окончил Тринити-колледж. Среди его профессоров был знаменитый экономист Джона Кейнс. Во время обучения в Кембридже вместе с со своим братом-близнецом Роэлином вступил в Коммунистическую партию Великобритании, однако вскоре они покинули её ряды, посчитав, что это несовместимо с их христианской верой.
После окончания Кембриджа поступил на государственную службу.
- 1939 г. — заместитель руководителя секретариата министра по делам доминионов,
- 1939—1944 гг. — на дипломатических должностях в странах, которые не были непосредственно затронуты войной, находясь в течение пяти лет в штате британского Верховного комиссара в Новой Зеландии,
- 1944—1946 гг. — в аппарате Верховного комиссара в Канаде,
- 1946—1957 гг. — в аппарате МИД. личный секретарь министра иностранных дел Эрнеста Бевина, а затем — заместитель министра по для делам Содружества; на дипломатической службе в Индии и Гане,
- 1957—1958 гг. — заместитель Верховного комиссара в Гане,
- 1958—1959 гг. — заместитель Верховного комиссара в Канаде,
- 1959—1963 гг. — Верховный комиссар в Новой Зеландии,
- 1964—1966 гг. — Верховный комиссар в Нигерии, это была его самая сложная дипломатическая миссия, на которую пришлось убийство нигерийского премьер-министра Абубакара Балевы и начало гражданской войны,
- 1966—1968 гг. — на государственной службе в Лондоне,
- 1968—1972 гг. — губернатор Багамских островов.

После смерти своего старшего брата Генри в 1971 г. унаследовал титул барона Турлоу. Принимал активное участие в работе палаты лордов. После её реформы в 1999 г. правительством Тони Блэра покинул её ряды. В старости стал приверженцем китайского религиозного движения Фалуньгун.